# Claudia Omar
Claudia Omar-Amberg (* 24. Juni 1947 in Bern; † 6. Februar 2008) war eine Schweizer Ärztin und Politikerin (LdU, ab 1999 GFL).

## Leben
Omar war von 1984 bis 1990 Berner Stadträtin und von 1992 bis 1996 Grossrätin. Vom 1. Januar 1997 bis zu ihrer Abwahl 2000 war sie Gemeinderätin der Stadt Bern und stand der Erziehungsdirektion vor. Sie verfasste 1998 für die Stadt Bern ein Integrationsleitbild.